# Love on Top of Love
Love on Top of Love è un singolo della cantante giamaicana Grace Jones pubblicato nel 1989, come singolo di lancio dell'album Bulletproof Heart.

## Descrizione
Il brano è stato scritto dalla stessa Jones e da David Cole, che ne è anche il produttore assieme a Robert Clivilles, membri fondatori del team di musica house C+C Music Factory.
Sul lato b del singolo inglese è presente il brano On My Way, mentre in altri territori è presente il brano Dream, inserito solo nella versione CD dell'album. 
Il singolo fu un grande successo da discoteca, essendo il terzo della cantante a raggiungere la vetta della Hot Dance Club Songs di Billboard.

## Video musicale
Il videoclip ufficiale, girato da Greg Gorman, vede la cantante interpretare il brano all'interno di una piscina, indossando un costume e degli occhiali da sole, in atteggiamenti da femme fatale, circondata da modelli maschili.

## Tracce
- 7" single

A. "Love on Top of Love (Killer Kiss)" – 4:57
B. "Dream" – 3:26
- UK 7" single

A. "Love on Top of Love (Killer Kiss)" – 4:57
B. "On My Way" – 4:26
- 12" single

A1. "Love on Top of Love (Killer Kiss)" (The Funky Dred Club Mix) – 6:21
A2. "Love on Top of Love (Killer Kiss)" (The Funky Dred Dub Mix) – 6:26
B1. "Love on Top of Love (Killer Kiss)" (Grace's Swing Mix) – 7:32
B2. "Love on Top of Love (Killer Kiss)" (The Cole & Clivilles Garage House Mix) – 7:45
- German 12" single

A. "Love on Top of Love (Killer Kiss)" (The Funky Dred Club Mix) – 6:22
B1. "Love on Top of Love (Killer Kiss)" (The Funky Dred Dub Mix) – 6:27
B2. "Love on Top of Love (Killer Kiss)" (The Cole & Clivilles Garage House Mix) – 7:10
- UK CD maxi-single

1. "Love on Top of Love" (single version) – 5:00
2. "Love on Top of Love" (garage house mix version) – 7:10
3. "Love on Top of Love" (swing mix version) – 7:46

- UK CD promotional single

1. "Love on Top of Love" (single version) – 4:36
2. "Love on Top of Love" (The Funky Dred Club Mix) – 6:21

- German CD maxi-single

1. "Love on Top of Love (Killer Kiss)" (The Funky Dred Club Mix) – 6:22
2. "Love on Top of Love (Killer Kiss)" (The Funky Dred Dub Mix) – 6:27
3. "Love on Top of Love (Killer Kiss)" (The Cole & Clivilles Garage House Mix) – 7:10